# Mladen Mladenov
Mladen Venelinov Mladenov (in bulgaro Младен Венелинов Младенов?; Sofia, 10 marzo 1957) è un ex lottatore bulgaro, specializzato nella lotta greco-romana.

## Palmarès

### Olimpiadi
- 1 medaglia:
  - 1 bronzo (Mosca 1980 nei pesi mosca)